# Richard Flury
Richard Flury   (Biberist, 26 de març de 1896 - Biberist, 23 de desembre de 1967) fou un director d'orquestra i compositor suís.
Va fer els estudis professionals a Basilea i Ginebra, amb Kurth, J. Huber i Lauber. Fou professor de l'Escola de Música de Solothurn i director d'orquestra.
Va escriure:
- cinc simfonies
- Invencions;
- una Sonata i peces per a piano;
- tres Sonates per a violí i piano;
- una Missa amb orquestra;
- un Kírie per a cor mixt i orquestra;
- una Pastoral;
- una Marxa per a orquestra.

El seu fill és el també compositor Urs Joseph Flury.